# 고양여자중학교
고양여자중학교는 경기도 고양시 일산서구에 있었던 사립 중학교이다.

## 연혁
- 1970년 3월 5일 : 개교
- 2001년 9월 18일 : 현 위치로 교사 이전
- 2006년 2월 28일 : 신입생 수 급감 및 고양예술고등학교 개교로 인해 폐교

## 폐교 이후
폐교 이후, 고양여자중학교 교사는 현재 고양예술고등학교에서 이용하고 있다.

## 같이 보기
- 백송고등학교